# Associazione Pallacanestro Udinese 1986-1987
Questa voce raccoglie le informazioni riguardanti la Associazione Pallacanestro Udinese nelle competizioni ufficiali della stagione 1986-1987.

## Verdetti stagionali
Competizioni nazionali
- Serie A1 1986-1987:

regular season: 15ª classificata su 16 squadre (9 partite vinte su 30) - retrocessa
- Coppa Italia 1986-1987: sedicesimi di finale

## Organigramma societario
Area dirigenziale
- Presidente: Enzo Cainero
- Segretaria: Daniela Valente

Area tecnica
- Allenatore: Claudio Bardini poi Lajos Tóth
- Assistente: Eugenio Dalmasson
- Massaggiatore: Vittorio Madrisotti
- Medico sociale: Alessandro Grassi

## Roster
| Nominativo        | Nazionalità | Note  |
| ----------------- | ----------- | ----- |
| Larry Wright      | Stati Uniti | [ 1 ] |
| Renzo Tombolato   | Italia      | [ 1 ] |
| Lorenzo Bettarini | Italia      | [ 1 ] |
| Achille Milani    | Italia      | [ 1 ] |
| Marco Solfrini    | Italia      | [ 1 ] |
| Giorgio Ottaviani | Italia      | [ 1 ] |
| Luca Silvestrin   | Italia      | [ 1 ] |
| Silvino Fusati    | Italia      | [ 1 ] |
| Emanuele Vio      | Italia      | [ 1 ] |
| Mike Davis        | Stati Uniti | [ 1 ] |
| Marco Maran       | Italia      | [ 1 ] |